# Jan Maarten Bremer
Jan Maarten Bremer (* 1932; † 3. September 2023) war ein niederländischer Klassischer Philologe und Professor für Gräzistik an der Universiteit van Amsterdam.
Bremer wurde 1969 mit einer viel beachteten Dissertation zum Begriff der Hamartia in der Poetik des Aristoteles an der Universität Amsterdam promoviert. Später erhielt er dort auch den Lehrstuhl für Gräzistik. Unter anderem fungierte er als Herausgeber der Zeitschrift Mnemosyne. Er war Mitglied in dem von Ewen Bowie und André Lardinois im Frühjahr 2007 gegründeten Network for the Study of Archaic and Classical Greek Song.
Bremer konzentrierte sich in seiner wissenschaftlichen Arbeit vor allem auf die griechische Dichtung in Gestalt des homerischen Epos, der archaischen Lyrik und des Iambos, der klassischen Tragödie und Komödie und der antiken Gattung des Hymnus und wählte dabei einen traditionellen, meist den editionsphilologischen Zugang.

## Schriften (Auswahl)
Monographien
- Hamartia. Tragic error in the poetics of Aristotle and in Greek tragedy. Amsterdam 1969. (Dissertation).
- mit Donald J. Mastronarde: The textual tradition of Euripides’ Phoinissai. University of California Press, 1982 (University of California publications: Classical studies, Bd. 27), ISBN 0-520-09664-9. Google Bücher:

Texteditionen
- mit Anna Maria van Erp Taalman Kip, S. R. Slings: Some Recently Found Greek Poems: Text and Commentary. Brill, Leiden, 1987 (Mnemosyne. Supplementum, Bd. 99), ISBN 90-04-08319-7. Google Bücher: . (Archilochos, Alkaios, anonymer Kommentar zu Hipponax, Stesichoros)
- mit William D. Furley: Greek Hymns. Volume I: The Texts in Translation. Volume II: Greek Texts and Commentary. Mohr Siebeck, Tübingen, 2001 (Studien und Texte zu Antike und Christentum, Bd. 9–10), ISBN 3-16-147527-5 (Bd. 1), ISBN 3-16-147553-4 (Bd. 2). Rezension: Andrew Faulkner, in: Bryn Mawr Classical Review 2002.05.36

Herausgeberschaften
- mit Irene de Jong (Hrsg.): Homer beyond Oral Poetry. Recent trends in Homeric interpretation. Grüner, Amsterdam, 1987, ISBN 90-6032-215-0.
- mit Eric Handley (Hrsg.): Aristophane. Sept exposés suivis de discussions. Vandoeuvres-Genève, 19 - 24 août 1991. Fondation Hardt pour l'Etude de l'Antiquité Classique, Vandoeuvres, 1993 (Entretien sur l'Antiquité Classique, tome 38), ISBN 3-7749-2602-6.
- mit Theo P. J. van den Hout, Rudolph Peters (Hrsg.): Hidden Futures. Death and Immortality in Ancient Egypt, Anatolia, the Classical, Biblical and Arabic-Islamic World. Amsterdam University Press, Amsterdam 1994.

Aufsätze
- mit Marc Huys: Some remarks on the new edition of the "Tattoo Poem" (= P. Brux. Inv. E.8934 + P. Sorb. Inv. 2254). In: Zeitschrift für Papyrologie und Epigraphik 92 (1992), S. 118–120. Online-Version (PDF; 66 kB).
- Plutarch and the "Liberation of Greece". In: Lukas De Blois, Jeroen Bons, Ton Kessels, Dirk Marie Schenkeveld (Hrsg.), The Statesman in Plutarch's Works. Volume II: The Statesman in Plutarch's Greek and Roman Lives. Brill, Leiden 2005 (Mnemosyne. Supplementum, Bd. 250), ISBN 90-04-13808-0, S. 257–267. Google Bücher: .
- From Stony Facts to Paper Flowers. In: Arcadia – International Journal for Literary Studies. 38, 2003, S. 304–313. (Zum griechischen Epigramm).